# Lituénigo
Lituénigo település Spanyolországban,  Zaragoza tartományban. Lituénigo San Martín de la Virgen de Moncayo, Tarazona, Trasmoz, Grisel és Litago községekkel határos. Lakosainak száma 124 fő (2024).

## Népesség
A település népessége az utóbbi években az alábbiak szerint változott:
| Lakosok száma | 118  | 123  | 130  | 117  | 120  | 126  | 119  | 120  | 121  | 124  |
|               | 2001 | 2004 | 2007 | 2009 | 2012 | 2014 | 2017 | 2019 | 2022 | 2024 |